# آکاری شیرکی
آکاری شیرکی (انگلیسی: Akari Shiraki؛ زادهٔ ۴ نوامبر ۱۹۹۶) بازیکن فوتبال اهل ژاپن است.